# Seminole County (Florida)
Seminole County je okres (county) amerického státu Florida založený v roce 1913. Správním střediskem a zároveň největším městem je Sanford. K roku 2020 zde žilo přibližně 470 856 obyvatel.

## Historie
Okres byl vytvořen 25. dubna 1913 floridskou legislativou ze severní části Orange County. Jméno získal podle lidu Seminolů, kteří zde historicky žili.

## Sousední okresy
| Růžice kompasu |             | Volusia County            |                | Růžice kompasu |
| Růžice kompasu | Lake County | Sever                     |                | Růžice kompasu |
| Růžice kompasu | Lake County | Seminole County (Florida) |                | Růžice kompasu |
| Růžice kompasu | Lake County | Jih                       |                | Růžice kompasu |
| Růžice kompasu |             | Orange County             | Brevard County | Růžice kompasu |